# Henry Brant
Henry Dreyfuss Brant (ur. 15 września 1913 w Montrealu, zm. 26 kwietnia 2008 w Santa Barbara) – amerykański kompozytor.

## Życiorys
Jego ojciec był skrzypkiem. Do 1929 roku mieszkał w Kanadzie. Uczył się w McGill Conservatorium (1926–1929), Institute of Musical Art w Nowym Jorku (1930–1934) oraz w Juilliard School (1932–1934). Jego nauczycielami byli Rubin Goldmark, Wallingford Riegger, George Antheil i Fritz Mahler. Początkowo aktywny jako orkiestrator i aranżer, później pracował dla radia, filmu i baletu, współpracował też z zespołami jazzowymi. Był odpowiedzialny za orkiestrację m.in. ścieżki dźwiękowej Alexa Northa do filmu Kleopatra z 1963 roku. Wykładowca Uniwersytetu Columbia (1945–1952), Juilliard School (1947–1954) i Bennington College (1957–1980). Do jego uczniów należeli Joan Tower, Robert Macht i James Tenney.
Był członkiem Amerykańskiej Akademii Sztuki i Literatury. W 2002 roku otrzymał Nagrodę Pulitzera za utwór Ice Field.

## Twórczość
Interesował się głównie muzyką przestrzenną, dokonywał rozmaitych eksperymentów z grupami orkiestrowymi. Do jego kompozycji należą m.in. Variations na 4 instrumenty (1930), Two Sarabandes na fortepian (1931), Angels and Devils na flet i zespół flecistów (1931), Music for a Five and Dime na klarnet, fortepian i sprzęty kuchenne (1932), Millenium I na 8 trąbek, dzwony i dzwonki (1950), Origins na 18 perkusistów (1958), Antiphony I na 5 grup orkiestrowych (1953), Millenium II na sopran, bas i perkusję (1954), Joquin na flet piccolo i 6 instrumentów (1958), Prevailing Winds na kwintet dęty (1974), Lombard Street na organy i 4 perkusistów (1983), Sixty na 3 zespoły (1973), Plowshares & Swords na 74 muzyków solowych (1995), Rosewood na 50 lub więcej gitar (1989), Jericho na bębnistę jazzowego i 4 kwartety trąbkowe (1996), Meteor Farm na orkiestrę, 2 chóry, 2 zespoły perkusyjne, orkiestrę jazzową, grupę muzyków japońskich, afrykańskie głosy i bębny, zespół muzyków indyjskich i 2 soprany (1982), 500: Hidden Hemisphere na grupę bębnów karaibskich i 3 zespoły (1992), Bran(d)t aan de Amstel na 100 fletów, czterech bębnistów jazzowych, trzy zespoły dęte, trzy chóry mieszane, cztery dzwony kościelne i czterech kataryniarzy (1984), Orbits na soprany, organ i 80 puzonów (1979), Instant Syzygy na 2 kwartety smyczkowe i dowolne instrumenty (1987). Dokonał też orkiestracji sonaty fortepianowej Concord Charlesa Ivesa.